# Đập Cẩm Bình-II
Đập Cẩm Bình-II (tiếng Trung giản thể 锦屏二级水电站), còn được gọi là thủy điện Cẩm Bình-II, là một đập trọng lực trên sông Nhã Lung ở Tứ Xuyên, Trung Quốc. Đập được bắt đầu được xây dựng vào năm 2007 và hoàn thành vào năm 2014. Nhà máy thủy điện có công suất lắp đặt 4.800 MW.
Trong khi Cẩm Bình-I dựa vào một đập cao thông thường và hồ chứa lớn để cung cấp nước, Cẩm Bình-II sử dụng một đập nhỏ hơn nhiều, nằm cách 7.5 km về phía hạ lưu Jinping-I, để dẫn nước và bốn  đường hầm dài 16.6 km. Những đường hầm này kết nối với một điểm hạ lưu sông, ở độ cao thấp hơn, tạo chênh lệch 310 m nước  mà không làm ngập một vùng đất rộng lớn.